# Mía Taveras
Mía Taveras (nacida Mía Lourdes Taveras López, 4 de julio de 1986, Santiago de los Caballeros) es una modelo y actriz dominicana. Mía fue la Miss República Dominicana Universo 2006 representando su provincia natal y compitió en el concurso de Miss Universo 2006 en Los Ángeles, California el 23 de julio de 2006 en representación de la República Dominicana.

## Primeros años
Mía es hija de Lourdes López y el músico dominicano Jorge Taveras, y es la más pequeña de cinco hermanos. 
Realizó sus estudios primarios y secundarios en la escuela bilingüe The Americas Bicultural School (ABC), luego pasó a estudiar en la Pontificia Universidad Católica Madre y Maestra donde estudiría Ingeniería Industrial, la cual dejó para participar en el concurso de Miss República Dominicana. 
En 2003 se graduó como diseñadora de joyas en la escuela de Altos de Chavón; Mia habla inglés como segunda lengua y posee amplios conocimientos del Idioma italiano y del francés. 

## Concursos de belleza
Taveras representó a la provincia Santiago durante el certamen dominicano que tuvo lugar el 18 de diciembre de 2005. Fue una de las primeros favoritos, junto con el competidora de la provincia Espaillat Eva Arias; quien cuatro años después ganaría el certamen y Dawilda González, quien representó al Distrito Nacional. Arias entró como primera finalista, mientras que González entró como segunda.
Durante el certamen, Taveras también ganó el premio de Miss Rostro, que se le concede a la candidata que se considera tiene el rostro más bello del concurso; y ganó el primer lugar en la competencia del traje nacional.
A pesar de haber ganado este premio, Taveras se sometió a rinoplastia antes de su preparación para Miss Universo.
En 2006 ganó el concurso Miss Continente Americano y Miss Ciudad Global en Taiwán. Fue precedida por otra dominicana Marianne Cruz.

## Actuación y televisión
En 2007, Mía hizo su debut como actriz de televisión en la telenovela dominico-peruana Trópico
En 2008 fue copresentadora en el programa de concursos "Trato hecho con Nestlé" junto a Frank Perozo.
En 2009 participó como parte del elenco de la serie dominicana "Juanita's Gran Salón & Spa", dirigida por Ángel Muñiz y escrita por Waddys Jáquez y transmitida por Telecentro.
En septiembre de 2010 entró a formar parte del reparto principal en la serie "Ex esposos, vecinos y rivales", junto a los actores venezolanos Norkys Batista y Federico Wulff transmitida por Antena Latina.
En 2011 fue copresentadora del programa televisivo de fitness "Punto de Salud TV". Ese mismo año, tuvo un rol secundario en la película dominicana "I Love Bachata", producida, dirigida y protagonizada por Roberto Ángel Salcedo. 
Taveras protagonizará la película dominicana "La Tragedia de Río Verde" junto al actor cubano Francisco Gattorno. La película todavía no tiene fecha de lanzamiento oficial.